# Jan Koziar
Jan Andrzej Koziar (ur. 27 lutego 1943 w Woli Mieleckiej) – polski geolog, orędownik hipotezy ekspandującej Ziemi, pracownik naukowo-dydaktyczny Instytutu Nauk Geologicznych Uniwersytetu Wrocławskiego, w latach 80. XX w. – działacz opozycyjny, w III RP – działacz społeczny, popularyzator wiedzy nt. własności pracowniczej w Polsce, zwolennik dekomunizacji i przeciwnik neoliberalizmu.

## Życiorys
Urodził się w Woli Mieleckiej; uczęszczał do szkoły w Cieszynie i Gliwicach, po czym studiował geologię na Wydziale Nauk Przyrodniczych Uniwersytetu Wrocławskiego. Po ukończeniu studiów (1966 r.) i rocznym stażu został zatrudniony na etacie naukowo-dydaktycznym w Instytucie Nauk Geologicznych. Specjalizował się w dziedzinie tektoniki i geotektoniki, przygotowując autorskie programy dydaktyczne na podstawie wyników własnych badań. Napisał m.in. skrypt do nauki tektoniki. W latach 70. XX  w. prowadził kolportaż wydawnictw drugiego obiegu. Był członkiem NSZZ „Solidarność” od 1980 r. Po wprowadzeniu stanu wojennego zorganizował akcję "Solidarność Zwycięży", w której rozdano pół miliona ulotek. W październiku 1982 r. został rozszyfrowany przez SB i zwolniony z uczelni – działał w ukryciu przez 6,5 roku (przez kilkanaście dni ukrywał w swoim domu Władysława Frasyniuka). Prowadził działalność organizacyjną, wydawniczą, programową i publicystyczną. Analizował problematykę sprawnego funkcjonowania społeczeństw (m.in. problemy demokracji gospodarczej) – pisał liczne artykuły i broszury, wydane do początku lat 90. w ok. 30 tys. egzemplarzy. Zorganizował publikację „Biblioteczki Ucznia” i „Biblioteczki Pracownika” przez utworzoną Radę Oświaty Niezależnej.
W 1989 roku powrócił do pracy na Uniwersytecie Wrocławskim, gdzie kontynuował badania geotektoniczne – zainicjował badania związane z hipotezą ekspandującej Ziemi. Wspólnie z Józefem Obercem i Stefanem Cwojdzińskim nawiązał kontakty z czołowymi naukowcami zagranicznymi, działającymi w tej dziedzinie, w tym z S. W. Careyem z Uniwersytetu Tasmańskiego. W 2008 r. przeszedł na emeryturę, założył Wrocławską Pracownię Geotektoniczną; aktywnie popularyzuje tematykę ekspansjonizmu Ziemi, m.in. w internecie.
Nie przerwał działalności społecznej. W swoich publikacjach sprzeciwia się neoliberalizmowi. Został m.in. członkiem Unii Własności Pracowniczej, Narodowego Centrum Własności Pracowniczej w Stanach Zjednoczonych, ekspertem Polskiego Lobby Przemysłowego im. Eugeniusza Kwiatkowskiego, członkiem rady honorowej czasopisma „Obywatel” i nowyobywatel.pl.

## Publikacje
Tematykę publikacji naukowych lub dydaktycznych z dziedziny geologii reprezentują np.:
- Koziar J. (1976), Ćwiczenia z geologii dynamicznej cz. III: Kompas geologiczny. Technika i analiza pomiarów. Uniwersytet Wrocławski im. Bolesława Bieruta, Wrocław
- Koziar J. (1980), Ekspansja den oceanicznych i jej związek z hipotezą ekspansji Ziemi (Expansion of the ocean floors and its connection with the hypothesis of an expanding Earth), Sprawozdania Wrocławskiego Towarzystwa Naukowego, ser. B., 35:13–19,
- Koziar J. (1985), Rozwój oceanów jako przejaw ekspansji Ziemi, Geologia 8, Katowice, p. 109–114,
- Koziar J. (1993), Rozwój Pacyfiku i jego znaczenie dla współczesnej geotektoniki (Development of the Pacific and its significance for contemporary geotectonics), PTG Oddz. Poznański, Streszczenie referatów 1991–92, IGU AM Poznań 1993, s. 45–56.
- Koziar, J. (1994), Principles of plate movements on the expanding earth, [W:] F. Selleri, L.M. Barone (red.), Proceedings of the International Conference: Frontiers of Fundamental Physics, Olympia, Greece, September 27–30, 1993, Plenum Press, New York, s. 301-307

oraz liczne materiały dydaktyczne publikowane w internecie (m.in. autorskie wykłady uniwersyteckie).
Problematyki społecznej i gospodarczej dotyczą np.:
- Wydawnictwa książkowe i broszury z lat 80., m.in.[14]:

– Tezy o Marksie: skrypt dla szkół średnich i wyższych (1982),
– Komunizm i faszyzm (1985),
– Czym są i czym się zajmują nowoczesne związki zawodowe (1989),
– Dokąd zmierzamy?: W obronie samorządów i własności pracowniczej (1991),
- Stanisław Szczepanowski, twórca polskiego przemysłu naftowego, wybitny przedstawiciel polskiej filozofii czynu (2009)[15],
- Republika przemysłowa Veblena (2009)[16],
- Społeczna gospodarka rynkowa i Samorządna Rzeczpospolita. Programy aktualne i obowiązujące (2011)[17].

## Odznaczenia i opinie
Za postawę społeczną i obywatelską oraz za niepodważalne zasługi dla odzyskania niepodległości przez Polskę Jan Koziar został odznaczony przez prezydenta RP – Lecha Kaczyńskiego – Krzyżem Oficerskim Orderu Odrodzenia Polski. W 2015 odznaczony Krzyżem Wolności i Solidarności
W Biuletynie Ministerstwa Nauki i Szkolnictwa Wyższego z 2005 r. zamieszczono tekst dotyczący tematyki badawczej J. Koziara:

Idea rozszerzającej się Ziemi – choć sprzeczna z obecnie obowiązującą teorią globalnej tektoniki płyt – budzi coraz większe zainteresowanie i zyskuje zwolenników na całym świecie. Badania nad teorią ekspansji Ziemi rozwijane są m.in. w Australii, Nowej Zelandii, USA, Rosji, Niemczech. W Polsce takie prace prowadzone są we wrocławskim środowisku geologicznym – zwłaszcza przez Jana Koziara z Uniwersytetu Wrocławskiego oraz Stefana Cwojdzińskiego. Jan Koziar – najwybitniejszy dziś polski ekspansjonista, opracował większość globalnych zagadnień związanych z tą teorią. Wykładane są one w ramach specjalnego seminarium uniwersyteckiego.

Według Władysława Frasyniuka Jan Koziar był „intelektualnym zapleczem” Regionalnej Komisji Wykonawczej NSZZ „Solidarność”. Profesor Tadeusz Kowalik w książce „Współczesne systemy ekonomiczne. Powstanie, ewolucja, kryzys” wyraził opinię, że jest drugą osobą w Polsce (obok Krzysztofa Ludwiniaka) zasłużoną w dziedzinie popularyzacji problemów własności pracowniczej.